# Stretto del Principe di Galles
Lo stretto del Principe di Galles (in inglese Prince of Wales Strait) è situato nel mar Glaciale Artico e separa le isole di Banks e Victoria dell'arcipelago artico canadese.

## Storia
Nel 1850 l'esploratore irlandese Robert McClure si inoltrò per la prima volta nello stretto arrivando ad avvistare il canale Visconte Melville. Lo stretto fu attraversato completamente solo nel 1944 dalla spedizione della nave St Roch guidata dal sergente della polizia a cavallo canadese Henry Larsen. Da allora rappresenta una delle possibili rotte del passaggio a nord-ovest. Nel 1969 fu attraversato dalla petroliera Manhattan. Essendo lo stretto di McClure bloccato dai ghiacci la petroliera si spinse a sud attraverso lo stretto del Principe di Galles e rifece lo stesso percorso nel viaggio di ritorno.

## Geografia
Lo stretto è delimitato a nord-ovest dall'isola di Banks e a sud-est dalla penisola del Principe Alberto dell'isola Victoria. Mette in comunicazione gli stretti di McClure a nord-ovest ed il canale Visconte Melville a nord-est con il golfo di Amundsen a sud. Lo stretto ha una ampiezza di circa 20 km e una lunghezza di circa 275 km. Ha una profondità maggiore all'ingresso meridionale (circa 104 m) per progressivamente divenire meno profondo verso l'imbocco settentrionale (circa 52 m). In corrispondenza della costa della penisola del Principe Alberto si apre l'ampia baia di Deans Dundas.
Lo stretto rimane bloccato dai ghiacci per la maggior parte dell'anno.